# Fontaine Camillo Olivetti
Pour les articles homonymes, voir Olivetti.
La fontaine Camillo Olivetti (en italien : Fontana Camillo Olivetti), est une fontaine monumentale de la ville d'Ivrée au Piémont en Italie.

## Histoire
La fontaine est réalisée par le sculpteur Emilio Greco en 1957 et dédiée à Camillo Olivetti, fondateur de l'entreprise de machines à écrire Olivetti. L'inauguration de la fontaine a lieu le 29 septembre 1957 en présence du maire et de l'évêque d'Ivrée.

## Description
Située au pied d'une paroi rocheuse près de la Doire Baltée taillée entre 1826 et 1830, la fontaine est le point focal de l'élégant corso Costantino Nigra, qui la relie à la gare d'Ivrée via le ponte Nuovo. La fontaine présente un jet en cascade et est ornée d'une effigie de Camillo Olivetti ainsi que d'une sculpture rappelant les mécanismes des machines à écrire.